# Înc-o zi, înc-o poveste
Înc-o zi, înc-o poveste è un EP del gruppo Rap B.U.G. Mafia. È il primo EP pubblicato dopo aver firmato per Cat Music

## Tracce
1. Intro
2. Înc-o zi, înc-o poveste
3. Marijuana (feat. Marijuana)
4. Pantelimonu' Petrece (feat. July)
5. Ruxy
6. Psihopatu
7. Interviu cu un criminal
8. Viata de borfas
9. De la noi pentru voi
10. Moarte pentru moarte